# 波江座51b
波江座51b（51 Eridani b）是位於波江座的一顆環繞恆星波江座51的太陽系外行星。

## 概要
波江座51b於2015年8月宣布發現，但在2014年12月由卡夫利粒子天文物理與宇宙學研究所領導的國際研究團隊已在雙子星行星成像儀拍攝的影像中發現到它。波江座51b距離地球約100光年，年齡約2000萬年。
天文學家推測波江座51b的質量大約是木星的2倍，並且是至今發現的系外行星中甲烷譜線最強烈者。它的表面溫度是650°C，遠高於太陽系中體積與它最相近的木星表面的−145°C。天文學家使用雙子星行星成像儀的光譜儀對波江座51b進行觀測，於2015年8月宣布在該行星大氣層中發現水的存在。在發現波江座51b以前，以直接攝影法發現的系外行星質量都遠高於木星。